# روجر غروت
روجر غروت (بالإنجليزية: Roger Groot)‏ هو أكاديمي أمريكي، ولد في 1942، وتوفي في 12 نوفمبر 2005.